# Dos Rios AVA
Dos Rios AVA (anerkannt seit dem 14. Oktober 2005) ist ein Weinbaugebiet im US-Bundesstaat Kalifornien. Das Gebiet erstreckt sich über den Norden des Verwaltungsgebiets von Mendocino County. Das Gebiet mit der geschützten Herkunftsbezeichnung liegt in der Nähe des Eel River an der Mündung des Nebenflusses Middle Fork of the Eel River. Der spanische Name der Appellation (Dos Rios = Zwei Flüsse) spielt auf diesen Umstand an. Das Gebiet profitiert noch von den kühlenden Meeresbrisen des Pazifik. Aktuell liegt nur ein einziges Weingut, Vin de Tevis im definierten Gebiet der Dos Rios AVA.